# Труа-Пон

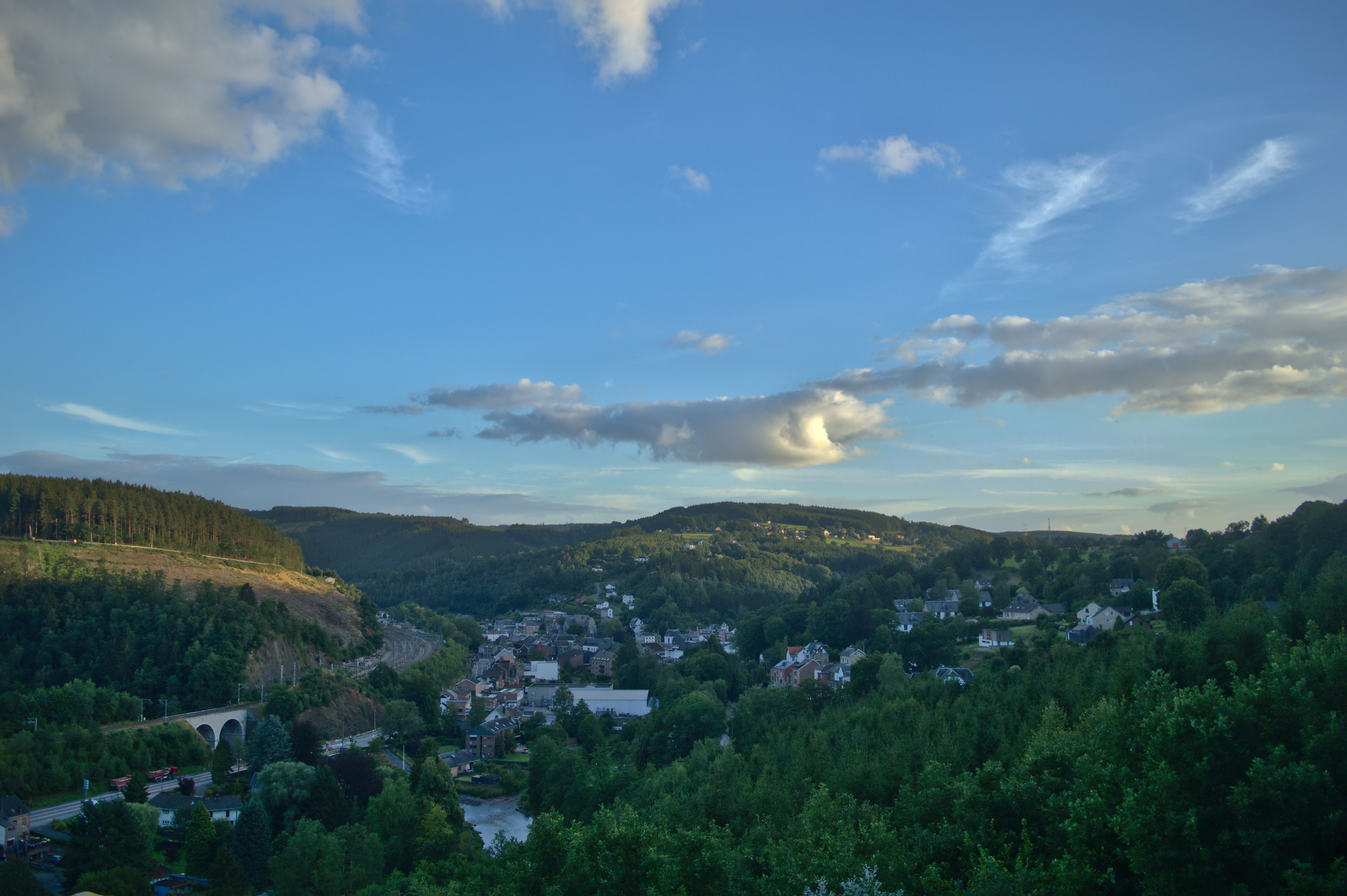
Краєвид Труа-Пон з висоти навколишніх пагорбів

Труа-Пон (фр. Trois-Ponts, валлон. Treûs-Ponts) — муніципалітет у Бельгії у валлонській провінції Льєж. Муніципалітет розташований у місці злиття річок Амблев і Салм і складається з районів: Бас-Боде, Фоссе і Ванне. На 1 січня 2006 року загальна кількість населення Труа-Пон становила 2445 осіб. Загальна площа становить 68,90 км². У містечку є залізничний вузол Труа-Пон, який з'єднує Венбан з лінією Льєж-Труав'єрж, Люксембург.
Труа-Пон отримав свою назву завдяки трьом мостам через річки Амблев і Салм, що перебувають на території містечка.
| Стумон |              |         |
|        | Розташування | Сен-Віт |
|        | Вієлсальм    | Лірне   |